# Ophrys montis-angeli
Ophrys montis-angeli là một loài thực vật có hoa trong họ Lan. Loài này được O.Danesch & E.Danesch mô tả khoa học đầu tiên năm 1970.